# Protestos Hands Off!
Os protestos Hands Off! foram uma série de manifestações organizadas nos 50 estados dos Estados Unidos que foram realizadas em 5 de abril de 2025. Mais de 1 300 eventos foram convocados por mais de 150 grupos sociais e políticos. Estes protestos têm como propósito expressar a rejeição generalizada ao segundo governo de Donald Trump, considerado pelos manifestantes uma usurpação autoritária. Para eles, seu retorno ao poder representa uma ameaça aos princípios democráticos do país.

## Contexto
Os protestos são liderados por uma coalizão nacional de organizações, incluindo grupos de direitos civis, veteranos, defensoras dos direitos das mulheres, sindicatos trabalhistas, e ativistas LGBTQ+, entre eles o movimento Indivisible. As manifestações surgem como resposta ao que os organizadores percebem como uma excessiva intervenção do governo em diversas áreas: a OTAN, as escolas, as bibliotecas, os tribunais, os serviços para veteranos, as eleições justas, os direitos das pessoas transgênero, a Previdência Social, o Medicare, o Medicaid, a força de trabalho federal, os direitos ao aborto, entre outros. Em comunicado, os organizadores expressaram três demandas principais: pôr fim à tomada de poder pelos multimilionários e à corrupção desenfreada do governo Trump; deter os cortes nos fundos federais destinados ao Medicaid, à Previdência Social e a outros programas vitais para os trabalhadores; e pôr fim aos ataques contra imigrantes, pessoas transgênero e outras comunidades vulneráveis."
Os protestos Hands Off!, embora não tenham sido os primeiros a se oporem à segunda presidência de Trump, foram descritos como a primeira "mobilização em massa" comparável à Marcha das Mulheres de 2017 e aos protestos pela morte de George Floyd em 2020. Diferentemente das manifestações do primeiro mandato de Trump, que se concentraram principalmente em Washington D.C., os organizadores de Hands Off buscaram expandir os protestos por todo o país. As manifestações ocorreram em uma ampla variedade de locais, como capitólios estaduais, edifícios federais, escritórios do Congresso, sede da Previdência Social, parques e prefeituras. Segundo os organizadores, muitas das concentrações locais menores pequenas surgiram de forma orgânica, organizadas por grupos de vizinhos e amigos.
Estimou-se que cerca de 100 mil pessoas participaram da manifestação em Washington D.C., superando em dez vezes a expectativa inicial dos organizadores. Entre os oradores presentes estavam diversos membros democratas do Congresso, além de Everett Kelly, presidente da Federação Americana de Empregados do Governo, entre outros.

## Locais e atividades

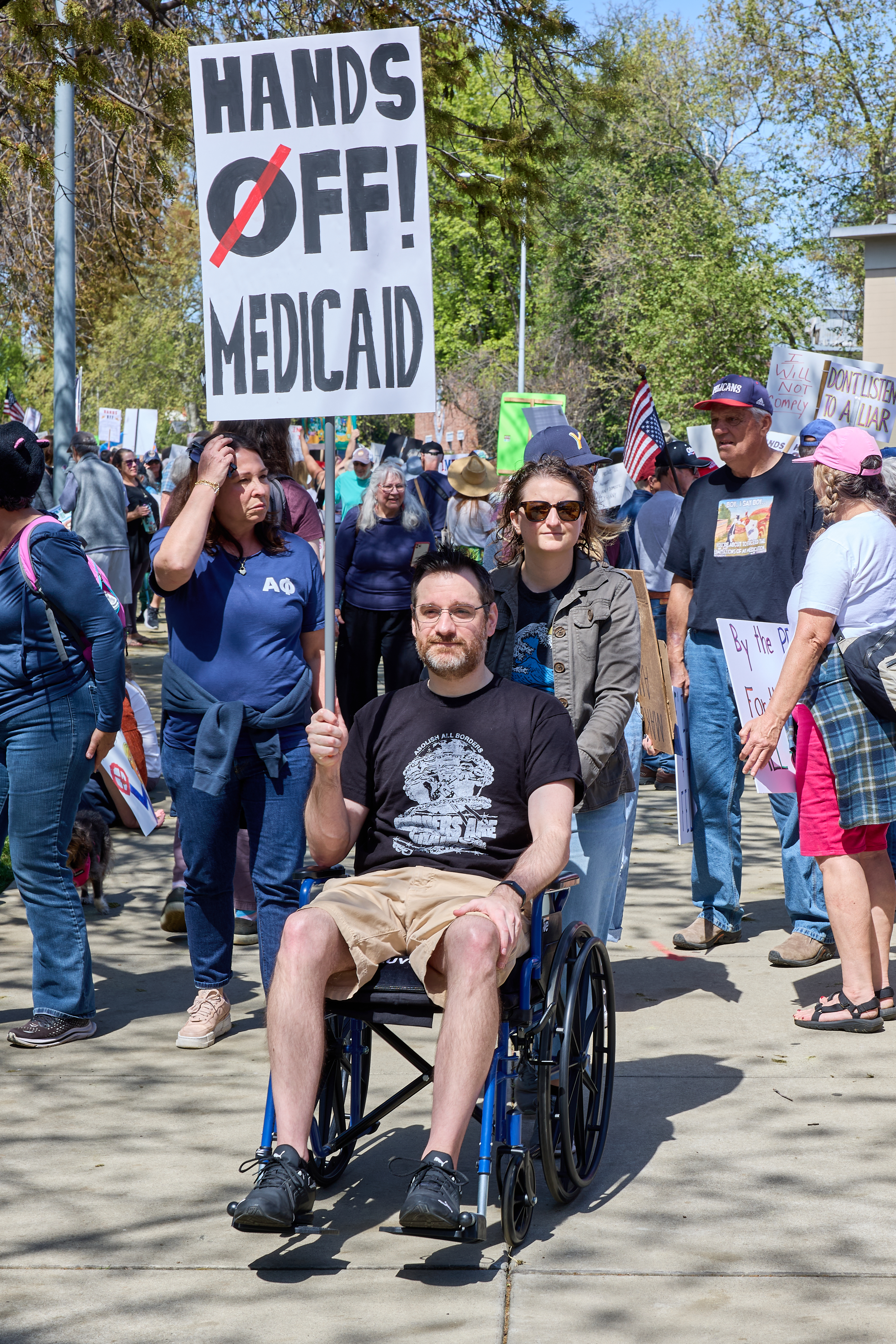
Protestante em Chico, Califórnia

Nos Estados Unidos, programaram-se importantes protestos nas seguintes localidades:
- Boston[10]
- Chicago[11]
- Colorado Springs, Colorado[12]
- Durham, Carolina do Norte[13]
- Fort Wayne, Indiana[14]
- Minnesota[15]
- Cidade de Nova York[16]
- Filadelfia, Pensilvania[17]
- Portsmouth, Nova Hampshire[18]
- Providence, Rhode Island[19]
- Raleigh, Carolina do Norte[13]
- Área metropolitana de Washington[20]

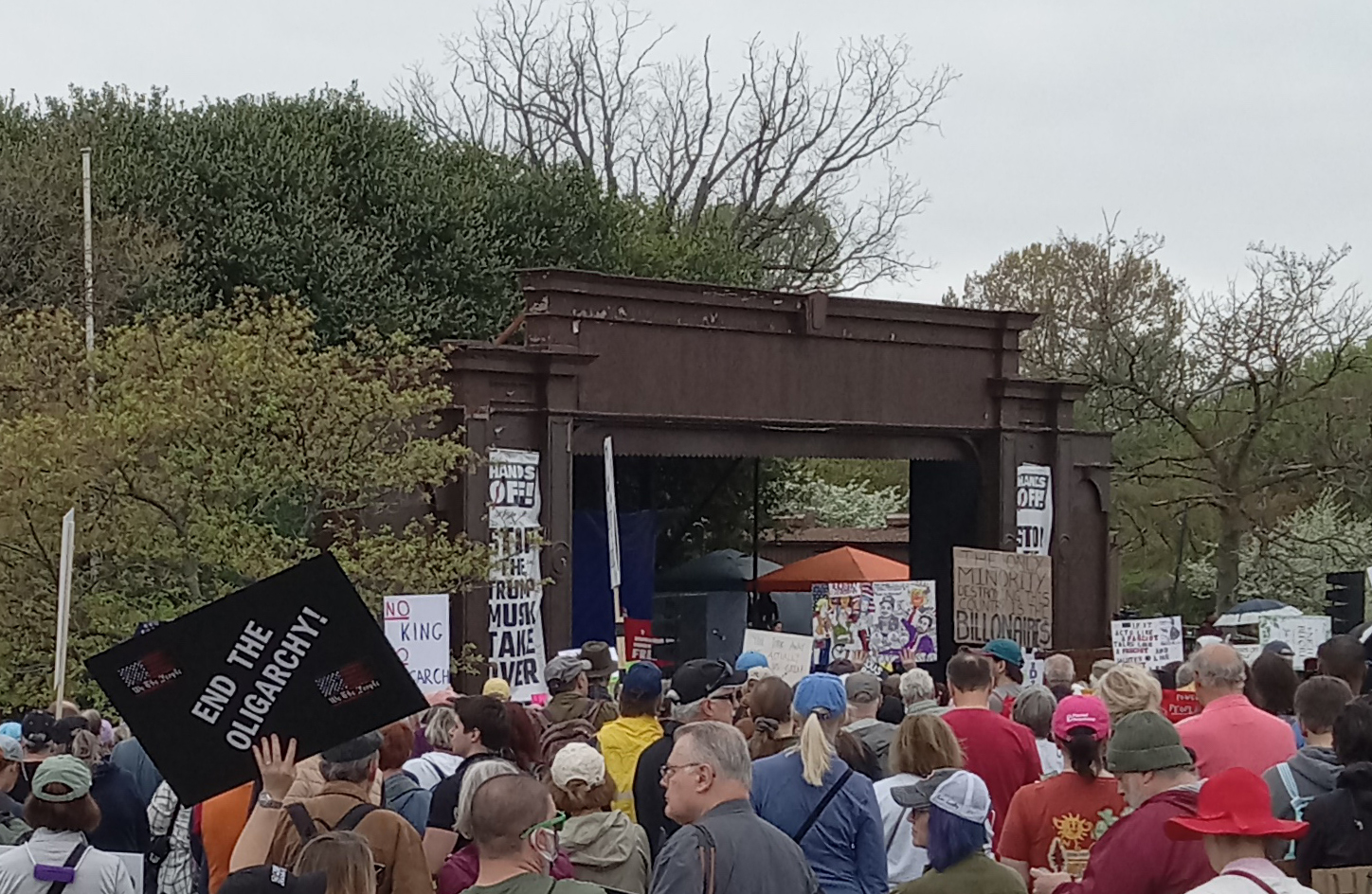
Concentração de protestantes em Washington, D.C

Na Europa, estão sendo realizados protestos organizados pelo grupo Democrats Abroad, em cidades como Berlim, Frankfurt, Paris e Londres. Em Ottawa, manifestantes se reuniram em frente à embaixada de Estados Unidos. Também houve um protesto em Lisboa, Portugal.

### Arizona
No Arizona, então sendo planejados protestos em várias localidades, incluindo Casa Grande, Flagstaff, Mesa, Phoenix, Prescott, Scottsdale, Sedona e Tucson.

### Califórnia
Na Califórnia, estão sendo planejadas atividades em Glendale, Los Angeles, Riverside, San Bernardino, San Clemente, San Jose, San Diego e Santa Ana, bem como em Modesto, Tracy, Sacramento, Rio Vista, e Livermore.

### Connecticut
No Connecticut, os protestos serão realizados em Stamford, Middletown, e Hartford.

### Flórida
Na Flórida, os protestos estão sendo planejados para serem realizados em Daytona Beach, DeLand, Palm Coast, Port Orange, Hollywood, Key West, Miami, e Tamarac.

### Oregon
No Oregon, dezenas de eventos estão sendo planejados, incluindo nas cidades de Astoria, Enterprise, Gold Beach, Hood River, Klamath Falls, e Redmond. Também estão previstas atividades na área metropolitana de Portland.

### Texas
No Texas, realizaram-se protestos em todo o estado, incluindo em Frisco e Flower Mound, na área metropolitana de Dallas-Fort Worth. Também houve manifestações em Austin, Denton, Burleson, San Antonio, Houston e El Passo.

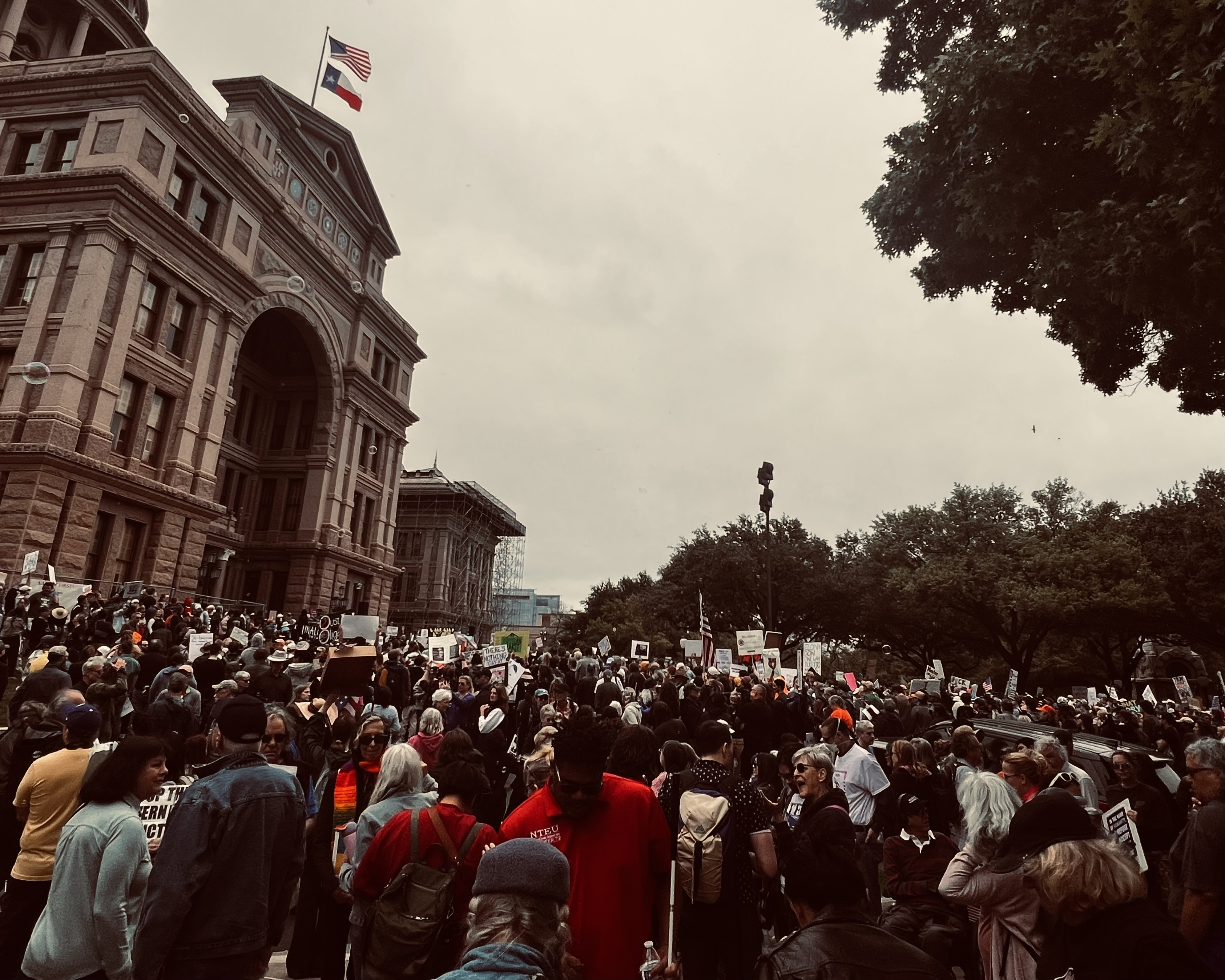
Protestos em frente ao Capitolio do Estado de Texas em Austin

### Washington
Em Washington, está prevista uma manifestação no Seattle Center para 5 de abril, com discursos da deputada americana Pramila Jayapal e do ex-governador Jay Inslee. Também está planejado um evento no Capitólio do Estado de Washington, em Olympia. Estão programados outros protestos regionais em Bellingham, Everett, Kirkland, Longview, Port Angeles, Port Orchard, Bremerton, Poulsbo, Pullman, Spokane e Vancouver.

### Wisconsin
Em Wisconsin, cerca de 30 protestos estão sendo planejados incluindo nas cidades de Appleton, Green Bay, Kenosha, Madison, Milwaukee, e Oshkosh.